# Budislav Vukas
Budislav Vukas (Rijeka, 1. siječnja 1938. – Zagreb, 30. ožujka 2023.) bio je hrvatski pravnik i sveučilišni profesor. Bio je član Međunarodnog suda za pravo mora u Hamburgu od 1996. do 2005. godine, od 2002. do 2005. i njegov potpredsjednik. Predavao je međunarodno pravo na hrvatskim i mnogim sveučilištima u inozemstvu te na Akademiji za međunarodno pravo u Haagu.

## Životopis
Budislav Vukas studirao je na Pravnom fakultetu Sveučilišta u Zagrebu i stekao diplomu prava (1961.), magisterij prava (1965.) i doktorat međunarodnog prava (1974.). Također je studirao međunarodne odnose i međunarodno pravo na Akademiji za međunarodno pravo u Haagu (1961. i 1968. – 1970.), gdje je 1967. sudjelovao i u studijskom i istraživačkom centru.
Od 1977. godine predavao je kao profesor na Sveučilištu u Zagrebu i kao gostujući profesor na mnogim drugim sveučilištima i institucijama diljem svijeta. U nekoliko je mandata bio savjetnikom Programa Ujedinjenih naroda za okoliš (en. United Nations Environment Programme), a sudjelovao je i na Trećoj konferenciji UN-a o pravu mora. 
Kao član utemeljitelj, značajno je doprinio osnivanju Međunarodne udruge za pravo mora (fr. Association Internationale du Droit de la mer). Bio je ad hoc sudac kojega je Hrvatska predložila u predmetu Primjena Konvencije o sprječavanju i kažnjavanju zločina genocida pred Međunarodnim sudom pravde i član Arbitražnog suda u graničnom sporu s Republikom Slovenijom. Devedesetih godina 20. stoljeća obnašao je i dužnost glavnoga pravnog savjetnika Ministarstva vanjskih poslova Republike Hrvatske.